# ناوچه سبک یاماتو
ناوچه سبک یاماتو (به انگلیسی: Japanese corvette Yamato) یک کشتی بود که طول آن ۶۲٫۷۸ متر (۲۰۶ فوت ۰ اینچ) بود. این کشتی در سال ۱۸۸۵ ساخته شد.